# Corynoptera dentiforceps
Corynoptera dentiforceps är en tvåvingeart som först beskrevs av Bukowski och Franz Lengersdorf 1936.  Corynoptera dentiforceps ingår i släktet Corynoptera och familjen sorgmyggor.
Artens utbredningsområde är Ukraina. Inga underarter finns listade i Catalogue of Life.